# NGC 5386
NGC 5386 é uma galáxia espiral (S0-a) localizada na direcção da constelação de Virgo. Possui uma declinação de +06° 20' 19" e uma ascensão recta de 13 horas, 58 minutos e 22,2 segundos.
A galáxia NGC 5386 foi descoberta em 29 de Abril de 1786 por William Herschel.